# 이재형 (희극인)
이재형(1976년 11월 14일 ~ )은 대한민국의 희극인 겸 가수이다.

## 학력
- 서울종합예술직업학교 영상미디어예술과
- 동우대학 전자계산학과

## 예능
- 2007년 KBS JOY 화요 예능프로그램 《막무가내 쇼 시즌 1》
- 2007년 KBS JOY 금요 예능프로그램 《막무가내 쇼 시즌 2》
- 2009년 ~ 2010년 MBC 일요 예능프로그램 《하땅사》
- 2010년 COMEDY TV 금요 예능프로그램 《개그서바이벌 UFG》
- 2011년 MBC EVERYONE 월요 예능 프로그램 《코리아나 존스》
- 2011년 tvN 토요 예능 프로그램 《코미디 빅리그 시즌 1》
- 2011년 ~ 2012년 MBN 수요 예능 프로그램 《개그공화국》 ... 〈우짜짜 응원단〉편
- 2011년 ~ 2012년 tvN 토요 예능 프로그램 《코미디 빅리그 시즌 2》
- 2012년 tvN 토요 예능 프로그램 《코미디 빅리그 시즌 3》 ... 〈싸움의 기술〉편
- 2012년 tvN 4부작 토요 예능 프로그램 《토요일 톡리그》
- 2012년 ~ 2023년 tvN 예능 프로그램 《코미디 빅리그 시즌 4》
- 2012년 ~ 2023년 tvN 예능 프로그램 《코미디 빅리그 시즌 5》 ... 〈이름 대소동〉편, 〈남자의 노래〉편, 〈병맛 대소동〉편
- 2015년 ~ 2016년 CHANNEL A 예능 프로그램 《개밥 주는 남자》 ... (특별출연)
- 2013년 ~ 2017년 SBS 수요 예능프로그램 《웃찾사》 ... 〈족보전쟁〉편, 〈졸탄의 어이없Show〉편

### 음악
- 2004년 UBC 울산방송 《전국 톱 10 가요 쇼》

### 드라마
- 2013년 TOONIVERSE 목요 미니시리즈 《벼락맞은 문방구》
- 2015년 SBS 주말 미니시리즈 《떴다! 패밀리》
- 2015년 MBC 수목 미니시리즈 《앵그리맘》
- 2020년 MBC 수목 미니시리즈 《꼰대인턴》 - 어부 역 (특별출연)
- 2024년 ~ 2025년 MBC 저녁 일일연속극 《친절한 선주씨》 ... 선주 맞선남 역 (특별출연)

### 스포츠
- 2018년 ~ 2024년 부산 MBC 스포츠 프로그램 《MBC 스포츠 중계석》

## 영화
- 2023년 《별 볼일 없는 인생》 (우정출연)

## 앨범
- 두 얼굴의 그녀 (Single) (2010년)
  - 〈두 얼굴의 그녀〉
  - 〈두 얼굴의 그녀 (Inst.)〉
- 다금바리 (2013년)
  - 〈다금바리〉
  - 〈다금바리 (Acoustic Ver.)〉
  - 〈다금바리 (Inst.)〉
  - 〈다금바리 (Acoustic Ver.) (Inst.)〉

참여 앨범
- 나몰라패밀리 - 나몰라 패밀리 (2007년)
  - 〈캔디걸 (Feat. 이재형, 조원석, 명호, 주라)〉
- TATA Clan - Love & Dung (2009년)
  - 〈Skit (Feat. Andy Love, 한현민, 장재영, 이재형)〉

## 방송 외 활동
- 2011년 제주-세계 7대 자연경관 도전 홍보대사

## 같이 보기
- 조영빈
- 한현민
- 정진욱
- 한명진
- 양세찬
- 이용진
- 이진호
- 장도연